# Beta-laktoglobulina
β-laktoglobulina jest jednym z głównych białek serwatkowych mleka krowiego (ok. 3g/l). Występuje także w mleku wielu innych ssaków z wyjątkiem człowieka. W przeciwieństwie do α-laktoalbuminy fizjologiczna funkcja tego białka nie została wyjaśniona. Przypuszcza się, że może ono odgrywać istotną rolę w transporcie niektórych substancji hydrofobowych, z którymi wykazuje zdolność łączenia. Stwierdzono występowanie szeregu wariantów β-laktoglobuliny, z których w mleku krowim najczęściej spotyka się typ A i B. Struktura białka została dokładnie poznana. Bydlęca laktoglobulina składa się z łańcucha 162 aminokwasów i posiada masę 18.4 kDa. W warunkach fizjologicznych jest dimerem, dysocjującym do monomerów w pH poniżej 3.
Β-laktoglobulina ma właściwości alergizujące. U dzieci predysponowanych jest jednym z głównych czynników alergii pokarmowej.
Zobacz też: alergia